# Пйотр Ґрушка

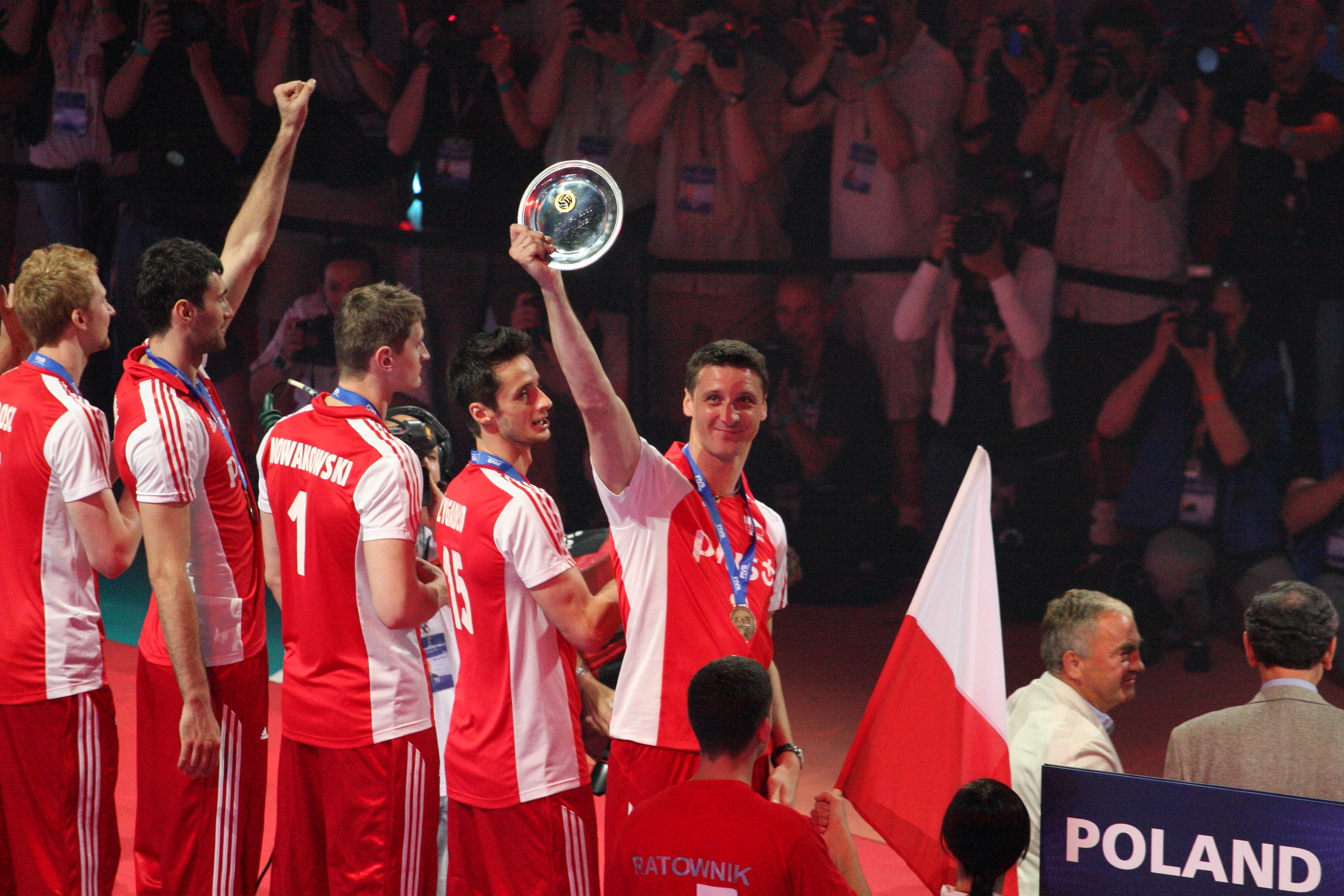
На подіумі Світової ліги 2011 із бронзовими медалями. Капітан Пйотр Ґрушка тримає трофей.

Пйотр Лукаш Ґрушка, або Пйотр Грушка (пол. Piotr Łukasz Gruszka; нар. 8 березня 1977) — польський волейбольний тренер, колишній волейболіст, гравець національної збірної Польщі. Найкращий гравець Євро 2009.

## Життєпис
Протягом своєї ігрової кар'єри виступав за клуби «Гейнал» Кенти (1989—1993), ББТС Влокняж (BBTS Włókniarz, Більсько-Біла, 1993—1995), АЗС Ченстохова (1995—1999), «Паллаволо» (Pallavolo, Падуя, 1999—2000), «Віртус» (Virtus, Кальярі, 2000—2002), «АдріяВоллей» (AdriaVolley, Трієст, 2002—2003), «Туркуен Лілль Метрополь» (Tourcoing LM, 2003—2004), «Скра» (Белхатів, 2004—2005), АЗС (Ольштин, 2005—2006), «Скра» (Белхатів, 2006—2008), «Аркас Спор» (Ізмір, 2008—2009), «Делекта» (Бидгощ, 2009—2010), «Галкбанк» (Анкара, 2010—2011), CMC (Равенна, 2011—2012), АЗС Ольштин (2012—2013).
Тренував, зокрема, ҐКС (Катовиці), «Ресовію» (Ряшів), АЗС (Ченстохова).

## Досягнення

### Гравець

#### Індивідуальні
- найкращий гравець Євро 2009[2]

#### Клубні
- переможець Плюс Ліги 1997, 1999, 2005, 2007, 2008,
- володар Кубка виклику ЄКВ 2009,
- володар Кубка Польщі 1994, 1998, 2005, 2007[3]

#### У збірній
- чемпіон Європи 2009